# NMRパイプテクター
NMRパイプテクターは、日本システム企画株式会社が平成7年から発売している装置である。
専門家や専門機関、団体から疑似科学であると指摘されている。批判的な文脈では装置自体を「謎水装置」、消費者被害に関して「謎水事件」などの呼称がある。これら指摘と呼称に関して販売する日本システム企画は営業妨害を目的としてネット上で多用されている誹謗中傷だと主張している。
NMRパイプテクターを本装置と略記すると共に、日本システム企画についても解説を行う。

## NMRパイプテクターに関連する団体

### 日本システム企画株式会社
日本システム企画株式会社（にほんシステムきかく）は、1988年創業の東京都渋谷区に本社を構えるNMRパイプテクターを開発・販売する企業である。「流体活性化装置」として特許3952477号を保有するが、同特許は製造方法についての特許である。

### ネット総会屋対策協議会
日本システム企画は、「ネット総会屋対策協議会」なるサイトと関連性があると指摘されている。「ネット総会屋対策協議会」は、山本一郎についてネット総会屋だと批判するとともに、山本一郎の行動について列挙している。加えて、日本システム企画は、山本一郎から営業妨害を受けていると主張している。さらに、暗黒通信団と山本一郎が関係あると主張し、「取締りが実施できるよう世論の力を期待」するとしている。後述する暗黒通信団はこのサイトについてコメントを発表していない。

## メーカーの主張
日本システム企画は、NMRパイプテクターに以下の効能があると主張している。
- 給水管を40年以上延命させる
- 赤錆を黒錆に変化させる

### 実績
日本システム企画は実績について自社サイトで以下のように主張している。
- 2004年2月16日、ケンブリッジ大学付属病院の給湯管に本装置が導入され、効果の検証が行われた[10]。
- 2013年3月、ウィッティントン病院（英語版）(英国国民保健サービス, NHS)より本装置に関する公式文書が出された[11]。
- 2013年7月31日、ケンブリッジ大学グループ所属クライスツ・カレッジの空調温水配管に本装置が導入され、効果の検証が行われた[12]。
- 2014年10月、イギリスのロイヤルガーデンホテル・ロンドンより本装置に関する報告文書が出された[13]。
- 2014年11月、イギリスのロンドン市より本装置に関する公式文書が出された[14]。
- 2019年8月、スコットランド王立銀行より本装置に関する報告文書が出された[15]。

### 学術研究
日本システム企画は学術発表等について自社サイトで以下のように主張している。
- 2003年11月21日、大阪大学で開かれた第13回アジア・太平洋防錆学会国際会議で本装置に関する研究発表を行った[16]。
- 2005年11月、社団法人 日本防錆技術協会の機関誌「防錆管理」Vol.49 No.10 2005に本装置に関する論文が掲載された[17]。
- 2010年7月18日、デンマークで開かれた世界臨床薬理学学会 (World Pharma 2010)で本装置に関する研究発表を行った[18]。
- 2013年10月23~25日 公益社団法人 日本水道協会主催の水道研究発表会で本装置に関する論文発表を行った[19]。
- 2013年12月14日、お茶の水女子大学で開催された第24回マイクロダイアリシス研究会で本装置に関する研究発表を行った[20]。
- 2018年7月1〜6日、京都大学で開催された第18回 国際薬理学・臨床薬理学会議（WCP2018）で本装置に関する研究発表を行った[21]。

### 効果測定方法

#### 閉塞率
日本システム企画は主要な水道管についての効果は「閉塞率」で数値化するとしている。「閉塞率」は水道管内にファイバースコープを挿入しデジタルカメラで撮影した後、画像をプリントアウトし、目視で境界線を引いてプラニメータで算出する。本装置を設置した1年後にも同様の方法で「閉塞率」を算出し、閉塞率の単純比較によって効果が実現したかどうかを決定するとされる。しかし、この測定方法では、ファイバースコープが管内に固定できないため同じ位置で撮影することができず、定点観測ができないと指摘されている。
日本システム企画は他の測定方法として、赤錆量の比較によって効果の判定を行なった場合があると主張している。

#### 水中の鉄イオン
日本システム企画は工場給水、空調配水管では水中の鉄イオンの量の変化で本装置の効果を確認する方法を取っているとしている。

#### 効果測定期間
日本システム企画は効果測定の期間について測定方法により異なるとしており、詳細は下記のように自社サイトで紹介している。
- 採水による測定：水中の赤錆量（鉄分値）を測定する場合、期間は1ヵ月程度。対象は、給水管・空調管・冷却管[26]
- フィルターによる測定：蛇口のフィルターに付着する赤錆量を測定する場合、期間は2ヵ月程度。対象は給水管・給湯管[27]
- 黒錆の質量分析による測定：赤錆中の黒錆量測定する場合、期間は6ヵ月～1年程度。対象は空調管・冷却管[28]
- 内視鏡による測定：赤錆閉塞率を測定する場合、期間は1年程度。対象は給水管[29]

### メディア
日本システム企画はメディアでの掲載について主に自社サイトで以下のようにしている。
- 2002年7月13日の全私学新聞に日本大学工学部で実施した本装置の効果試験結果の記事が掲載された[30]。
- 2003年12月3日に日刊工業新聞で本装置に関する論文発表の記事が掲載された[31]。
- 2008年6月27日にフジサンケイビジネスアイで本装置に関係する記事が掲載された[32]。
- 2009年3月25日「空調タイムス」に、「大阪府済生会野江病院」では同装置の使用により、高い評価を獲得したとしている[33]。
- 2009年秋号に「文教施設」に東京理科大学及び日本赤十字社で実施された本装置の試験結果の記事が掲載された[34]。
- 2010年7月、NPO法人福岡県マンション管理組合連合会の「県福管連ニュース マンションコミュニティ」2010年夏号に本装置の評価記事が掲載された[35]。2013年5月25日に東京新聞において、本装置の英王室に関する記事が掲載された[36]。
- 2018年3月21日「空調タイムス」に、熊本赤十字病院における水中の鉄分値 (「赤錆量」) が測定された結果、鉄分値が減少したことが報道された[37]。
- 2018年5月30日「空調タイムス」に、北海道の友愛記念病院で同装置の導入により配管修繕費の大幅削減と配管更生に成功した件が報じられた[38][39]。
- 2018年8月22日「空調タイムス」に、東京都目黒区の「ホテルサーブ渋谷」や北海道北見市の「四季平安の館」、札幌市の「定山渓万世閣ホテルミリオーネ」、函館市の「啄木亭」など、一部のホテルでも空調冷温水配管で同装置を使用していると紹介した[40]。
- 2019年5月24日に産経新聞で本装置と製造会社の記事が掲載された[41]。
- 2019年10月5日には「朝日新聞」が運営する論座において、「『バッキンガム宮殿採用』装置にダメ出し続々」と銘打ち取り上げられた[42]。その後、2020年7月7日付で一部内容を訂正した[43]。しかし、2020年11月3日、記事内容について「誤りや状況の変化があった」として同記事が取り下げられた[43]。
- 「週刊新潮」2020年9月24日号でも『自治体が続々採用　防錆装置にインチキの声』という題で、浦安市で導入を巡って紛糾していることが取り上げられた。
- 2020年3月12日に米国雑誌「MANUFACTURING TECHNOLOGY INSIGHTS」において、本装置は日本、海外ではイギリスをはじめ全世界で4,100件以上導入されているとし、配管の内部腐食への革新的な装置であると掲載された。また、日本システム企画執行役員のPeter Goslingへのインタビューがされた[44]。

### テレビ
- 2014年11月2日、同3日、同9日、2018年5月27日に放送された「賢者の選択」で取り上げられている。
- 2016年2月12日、アメリカのビジネス情報番組NewsWatchで本装置のイギリスでの普及状況について報道された[45]。
- 2016年2月20日、アメリカのディスカバリーチャンネルによる科学ドキュメンタリー番組「Beyond Future」で本装置が設置された建物への取材が報道された[46]。
- 2017年11月6日、テレビ東京の経済報道番組ワールドビジネスサテライトで本装置に関する報道がされた[47][48]。
- 2018年5月27日、とちぎテレビの特集番組で本装置に関する報道がされる[49]。
- 2019年2月28日にTOKYO MXで放送された「企業魂」ではホテルサーブ渋谷と福祉施設ケアハウスしらさぎに取材が入り、本装置導入後の効果の実感などが取り上げられた[50]。
- 2019年11月23日、TOKYO MXで放送された「田村淳の訊きたい放題!」で本装置が取上げられ、日本システム企画の代表である熊野活行の他、小波秀雄、天羽優子、木村草太をスタジオに迎え生放送で疑似科学という批判について議論を行った[51]。

### 広告
日本システム企画は、東京メトロなどで広告を掲載している。しかし、2019年9月ごろ、多数の市民から批判を受けて広告文言を大幅に変更したことなどが指摘されている。日本システム企画は1988年創業であり、変更前の「40年以上延命」といった文言の根拠は不明である。修正後の広告では、「築35年の大手DPE工場配管の外側から装着～設置後14年経過した後でも防錆効果が持続、配管を49年間維持しています」との文言が登場する。しかし、DPE工場では亜鉛メッキ鋼管（SGP）というサビに弱い管が使われている。築30年以内のマンションで上水道にSGPを使っているものはまず無いので、比較対象が不適切であるとされる。

## 否定的評価
日本システム企画は本装置が約4,200棟以上で導入され、古い水配管の赤水・赤錆詰りを解消するとしているが、その効能について疑問視する声がでている。以下に効能が確認された例の他に効能を疑問視、または無いとする団体や見解などについて主なものをあげる。

### 日本技術士会
日本技術士会千葉県支部は、支部年次大会で「有用な効果は生じないと考えられる」とする報告書を発表した。報告書の中では、本装置を分解した結果、永久磁石以外のファクターが存在せず、よって磁気活水器と差異がないとした。しかし、日本システム企画は本装置の流通在庫はない為、分解出来るものは無いと主張している。また、同社は「NMRパイプテクターは磁気活水器とは異なる」旨主張している。
2019年12月、日本技術士会の本部は同文書を技術士会のサイトから削除し、日本技術士会の公式見解でないことを表明した。取り下げの理由として本部は「一般企業の商品の効用を公表する活動は日本技術士会の事業活動の範囲に含まれない」とした。文書の取り下げについて、左巻健男は科学技術的な見解である文書そのものは否定されないとしている。

### 明治大学
明治大学の科学コミュニケーション研究所のサイト「Gijika.com」では総評として本装置を疑似科学としている。Gijika.com構築チームと暗黒通信団団員の「謎水」により理論やデータ、社会的な観点などの10項目について5段階（A～E）のうち全て最低判定（E）と評価された（UFOはCが1項目、Dが二項目、Eが7項目）。
核磁気共鳴（NMR）は、ある電磁波の作用により磁場と原子核との間に磁気スピンが起きる現象である。原子核を磁場の中に入れて現象を観測することで、分子構造を原子スケールで解析することができる。しかし、本装置においては配管に永久磁石を設置するという構造であり、核磁気共鳴を起こすために必要な電磁波を発生させる電源や電気回路がなく、電源なしに位相が揃ったマイクロ波を発生させる素材はないため、熱力学の第2法則に反した主張を行っている。NMRが水に作用するという説明にも無理があり、「水分子の凝縮体を小さくすることによる余剰電子」はサビに作用しない。
横浜市水道局の検証について「赤錆を黒錆に変える」という効能を直接検証したわけではないから、本装置の主張する効果が十分に検証されたとは言えないと説明している。同調査では鉄分値も測定していたが、その値については有意な変化がなかったとされた。また、水道管内にカメラを挿入することが難化したことなどが課題として調査のまとめとしてあげられた。装置の副次的効果についても、データに問題があることが指摘されている。
金魚の成長促進効果について、水槽に本装置をつけた場合とつけていない場合では、つけた場合の水槽内の個体が大きく成長することが主張されている。しかし、水槽内の個体が各10匹ほどであったこと、個体の分け方がランダムでなかったこと、追試がないことなどからこの結果を持って本装置には金魚の成長促進効果があると主張するのは難しいとされる。逆に、有意な差が生まれて何の規制もなく運用されている装置である場合、倫理的な問題が生まれるため医療機器に準じた厳しい規制を受けるべきだとしている。
本装置を通して精製された水で炊いた米が有意に美味しいという主張、血圧の抑制効果があるという主張も同様にデータのとり方に問題があるため、欠陥を抱えているとされる。また、「閉塞率」がわずかでも減少していれば効果ありとするなど、客観性に大きくかけた手法及び解釈が行われているとされる。
さらに、問題点の指摘に対して日本システム企画は「営業妨害を目的とした誹謗中傷」などとして対応しており、建設的な議論が展開されていないと指摘している。また、法的側面についてはマンションなどの管理組合も一般消費者として同様にして扱うなどの行政対応が提案されている。

### 理科の探検
「理科の探検」は『「謎水装置」NMRパイプテクターに翻弄される人々』という記事で本装置を取り上げ、「物理的には何の意味もないガラクタ」だと強く批判した。これに対し、ホストのロリポップ!は左巻のサイト全体を閲覧できないようにし、批判を受けた。
同誌編集長であり、暗黒通信団団員で元法政大学教授の左巻健男によると、人格権が侵害されたとしてロリポップ!に対し同ページの削除を求める「削除仮処分命令申立」が行われたという。しかし、裁判所による正式な削除仮処分命令申立は下っていない。地方裁判所がロリポップ!に連絡した後、ロリポップ!は左巻にメールを送信した。しかし、そのメールはメールのゴミ箱に入っていたため、左巻はそのメールの期限内に返答することができなかったとしている。

### 暗黒通信団
暗黒通信団の団員で物理学者、山形大学准教授の天羽優子は『田村淳の訊きたい放題!』（TOKYO MX）への出演や横浜水道局による本商品の検証結果についての言及などを行っている。同じく団員の謎水は、明治大学による本商品の評定作成や、論座の中で本商品の広告を採用した都営地下鉄を訴えるなどの活動を行った事を話している。また、団員であり「理科の探検」誌の編集長である左巻は、同誌に小波秀雄執筆の本商品についての批判記事を掲載した。
天羽優子
物理学者、山形大学理学部物質生命化学科准教授、暗黒通信団団員であり、Twitterでは「闇apj」として20年以上本装置について批判を行っている。TOKYO MXの番組「田村淳の訊きたい放題!」では本装置が取上げられた際に、日本システム企画の代表である熊野活行と共に出演した。番組内で熊野が言及したことはいくらかの矛盾があるとして、次の見解を述べている。
（持参した）NMRパイプテクターは正規品である
熊野は本装置の在庫がないので、手に入れるには窃盗あるいは偽物を手に入れる必要があると主張した。しかし、実際にはYahoo!オークションで中古品が出回っていたため、「在庫がない」という部分は否定されないにしろ、全数管理ができていないことは明らかである。もし、そうでなく、盗難事件が起こっていたのであれば、熊野は「盗難の連絡があって再設置した、警察には通報済み」という旨を発言していなければ矛盾が生じるが、番組内ではそのような発言はなかった。
NMRパイプテクターに入っていたのは磁石と樹脂だけ
熊野は本装置のそっくりな「偽物」が出回っていると主張し、番組の中で本装置を分解したものを見せてもその場では判断がつかないとした。番組の中で示されたのは本装置を分解し、中の構造がわかるようになったものであった。「偽物」の注意喚起を行わないということは、「偽物」はないと見ていることが導かれる。
その他にも、本装置について複数の題材で批判や見解を公開している。

### NMRパイプテクター分解ビデオ
2022年5月16日、NMRパイプテクターを分解したとする動画2本がYouTubeに公開された。クレジットには物理学者の小波秀雄、天羽優子や、弁護士の壇俊光らが挙げられており、本装置の実機と保証書を入手したこと、分解された実機の内部には磁石と樹脂しか見当たらなかったこと、実機の構造が特許と異なることなどが報告されている。
これに対し日本システム企画は「当社製品の偽造品にご注意下さい｣とのコメントを自社サイトに掲載した。複数の代理店が正規品と判別の付かない本装置を製作し偽造保証書で客先に納品したことがあるとしている。しかし、物理学者らのビデオで分解された物品については「調査を行っています」とあり、偽造品かどうかは明言されていない。また、本装置を市施設に設置した千葉県浦安市の市議会では、議員による一般質問でこのビデオが取り上げられた。追及側の議員は浦安市が分解ビデオの作成者に問い合わせるよう求めた。
2024年12月3日、上記とは別のNMRパイプテクターを分解したとする動画がYouTubeに公開された。クレジットには分解の立会人として壇、山口貴士、監修として小波、天羽らが挙げられており、本装置の内部に磁石と樹脂しか見当たらなかったこと、設置マンションで漏水が発生したことが報告されている。 
これに対し日本システム企画は「NMRパイプテクターに関する誹謗中傷の動画にご注意ください」とのコメントを自社サイトに掲載した。
なお、小波らが分解したNMRパイプテクターは3台あり、1台目は2019年TOKYO MX「田村淳の訊きたい放題！」、2台目は2022年YouTubeビデオ、3台目は2024年YouTubeビデオで報告されている。
2025年3月9日、「パイプテクター完全分解第2弾」の舞台となったマンションの設置トラブルの経緯がYouTubeに公開された。当該マンションでは装置の設置から６年間で７件の給水管トラブルが起きたこと、装置を設置した配管の検証では防錆効果が見られなかったこと、不具合が出たにも関わらず「10年保証」が受けられなかったことなどが報告されている。
これに対し日本システム企画は2025年3月11日に「【注意】動画「NMRパイプテクター 設置トラブル」は多くの誤りが含まれます」とするYouTubeビデオを公開した。装置を設置したのは築28年時のため赤錆の詰まりは発生し得ること、釘やニップルなど立体的な構造を持った物体には防錆効果が得られないと主張しているが、どのような根拠に基づくのかは示されていない。

## 肯定的評価

### InnovationS-i
株式会社ノーズフーが運営するビジネスメディア「InnovationS-i」で表彰が行われた革新ビジネスアワード2019にて、日本システム企画は同装置が数々の歴史的建造部値に採用されるなど、画期的製品であるとビジネス部門優秀賞を受賞した。

### MANUFACTURING TECHNOLOGY INSIGHTS
製造分野に関する米国雑誌「マニュファクチャリング・テクノロジー・インサイト」は、日本システム企画が腐食問題を解決する2020年度の企業トップ10に選出した。

## 検証

### 横浜市
横浜市水道局による検証では「特定の電磁波により、赤錆を黒錆に変え、それによって配管内の塩素消費を抑えることができる」という仮定の元にたち、池田配水池からの管路に本装置を設置後、配管内の残留塩素濃度を測定している。数ヵ月に亘る横浜市水道局の検証の結果、残留塩素濃度の減少が大幅に改善し、その後も安定した値を示していると結論付けた。
その後、2016年（平成28年）にはより厳密な検証が行われた。横浜市は本装置2基を324万円で購入した。残留塩素濃度についてはほぼ変化がなく、黒錆化及び鉄分値の評価についても特に変化が見られなかった。この結果は、SGP‐VB管の腐食箇所は主に継手部分のみであったため、「残留塩素」と「鉄分値」に与える影響が少なかったためと考えられると報告された。さらに、X線解析装置による錆の成分の比較も行われたが、上流側と下流側で成分に違いは見られなかった。最終的に、「配管内の水道水の残留塩素濃度減少防止の効果はほとんど確認することができず、また、配管内の赤錆の変化についても確認ができなかった」と結論付けられた。
なお、横浜市水道局の調査は販売代理店のアクアエンジと協定を結んで共同研究を開始し、平成25年11月に本装置を撤去、平成26年3月に契約が終了している。その後は、横浜市水道局単独の調査となり、平成30年10月9日まで継続されたが、横浜市所有の口径50mmの配水管、給水管では検証に適した管がない事から検証は終了となった。

## 導入などに関する問題

### 浦安市
千葉県浦安市市議会では、2020年6月25日にNMRパイプテクターについての質問が行われた。議員Aは、導入の経緯、及び導入の予定・日程・入札についての回答を求めた。これに対し生涯学習部長 (当時) は「パイプテクターの導入についてはこれまでの実績や導入効果、コスト面から有効であると判断し、導入を決めたもの」、「現在、文化会館のパイプテクター導入につきましては、契約に向け事務手続きを進めており、秋頃までに導入したいと考えております。」と噛み合わない回答をした。その後、生涯学習部長は平成29年に相手方から浦安市の施設の中で実証実験を行い、その効果が現れたと判断されれば、導入を検討してほしいと伝えられ、文化会館での実証実験結果をもって、導入を決めたものだと回答した。
文化会館の採水においては、2018年5月14日には「全鉄値」が4.6ミリグラム毎リットルであったのに対し、同年7月24日には0.4ミリグラム毎リットル、2019年2月27日には0.2ミリグラム毎リットルとなった。
議員Aは、「田村淳の訊きたい放題！」での10年ほどみてほしいとの熊野の発言とこの結果を比較し、再度の解析をしてからでも遅くはないとした。
2020年9月24日、議員Aは6月の議会で行われた浦安市側の答弁に納得が行かないとして、同様にNMRパイプテクターについての質疑応答が行われた。議員Aは、熊野が「田村淳の訊きたい放題!」で証明については大学で研究中だと述べたことについて、その結果が出てから導入しても遅くはないと主張した。また、横浜市の事例と民間のマンションの事例を取り上げ、市側の見解を示すように求めた。
生涯学習部長はこれについて、横浜市水道局に聞き取りを行ったとし、「NMR工法による…残留塩素減少防止効果の検証では…下流側における残留塩素濃度への影響は確認できなかった…という結論であり、NMRパイプテクターの性能・効果を評価したものではございません」との回答を得たとした。しかし、横浜市は調査の結論の中で「配管内の赤錆の変化についても確認ができなかった」ともしている。また、民間のマンションの事例については、「与り知らないところ」だとした。
議員Aは、テレビで民間のマンションの事例も取り上げられているので、調べて見解を述べるように求めた。また、当該マンションについて、取り付ける位置のミスで、本来効果が出てはいけない部屋まで出てしまったので、返金が行われたという事例がテレビで言及されたことを取り上げた。さらに、左記の事例について、市側に事例の解釈を答弁するように述べると共に、「議会軽視も甚だしい」「通告制度そのものを、…否定するような対応」だと強く批判した。
さらに、議員Aは契約書の内容について、購入の方法と、入札時期について質問した。それについて生涯学習部長は「1社随意契約で執行する予定」と答弁し、議員Aは「いや、それはあり得ない」と強く反発した。その後、市長が「文化会館での実証実験および、市民プラザ設置後の水質検査等に、…すこし時間をかけて、その後、経過観察をしてまいりたい」と答弁した。
12月の議会でも、同様に取り上げられた。文化会館への導入は見送られた。議員は、9月の議会で取り上げられた水質調査の進捗、及び水質調査における採水方法を答弁するように求めた。生涯学習部長は、JIS K 0101を使用して、「最初の…取水の時に、…淀み水をなくす形で…ある程度の水を流し、そのあとに水を大きな袋で採水し、そこから…250ccのボトルに、…くみ取り、…それを検査場に…、提出しているということ」と答弁した。しかし、JIS K 0101は試験方法であり、JIS K 0094を採取方法として用いる。
2021年3月の議会でも、議員Aは継続的な水質試験の結果、文化会館においてNMRパイプテクターは効果がないどころか、赤錆の値が高くなっていることに言及し、予算の繰越を批判した。
2021年6月の議会でも、議員Aは情報公開で手に入れたという「設置証明書兼製品保証書」および「特約事項記述書」の条項、一般社団法人日本冷凍空調工業会のガイドライン、及び指標値の上下に言及した。言及のなかで、指標値を「非常に後出しジャンケン」と強く批判して、導入しないように求めた。さらに、研究結果の発表およびその時期について答弁を求めたが、市は確認待ちだと答え、いっとき堂々巡りとなった。

### 防衛省・自衛隊
2024年01月19日、防衛省陸上自衛隊練馬駐屯地業務隊は本装置を入札対象の基準とした入札を公告した。導入対象は練馬駐屯地の「200号建物」の「冷温水管」に取り付けるものとしており、1月30日に一般入札を行い3月29日までに設置するとしていた。これに対し、天羽優子や菊池誠、小波秀雄など物理化学の専門家の他、ジャーナリストなどが非科学的な装置を自衛隊が導入すべきでないと批判した。これに対し元防衛副大臣で衆議院議員の山本朋広は23日、ニセ科学の指摘があり入札を止めるように防衛省に伝えたとX上で報告した。
2024年1月24日、上記入札公告や仕様書が陸上自衛隊東部方面会計隊サイトから削除された。また、陸上自衛隊は上記公告を取り消すとの変更公告を行った。
2024年1月25日、衆議院議員の山本朋広は「NMRパイプテクターなる効果不明、疑似科学との指摘もある物を全国の自衛隊で既に購入して設置していないか調査中。」と報告した。また、「NMRパイプテクターが国交省のNETIS（新技術活用システム）に登録されていることに対しても国土交通省に確認を行う」と報告している。
これらの動きに対し、日本システム企画社長の熊野活行は「ニセ科学ではありません」と主張した。入札取り消しについては、「誹謗・中傷するグループがどういう人たちか調査して結論を出さずに、会見で言われたから止めるというのは、短絡的すぎて納得できません」と述べたが、抗議などは考えていないという。
また、この入札の仕様書で、日本システム企画の主張する「5℃～50℃の水に対し、鋼管越しに水と非接触でゼーマン分裂を起こせる磁場を生じる品質の磁石を内蔵し、無電源で核磁気共鳴を生じるに十分な電磁波を黒体放射により供給可能な製品」などの非科学的な原理を規格とし、事実上日本システム企画のみが入札できるようにすることは官製談合ではないかなどの指摘もなされている。
2024年2月6日、衆議院議員の山本朋広は防衛省の調査として陸上自衛隊秋田駐屯地、神町駐屯地と防衛医科大学校に本装置が設置されていることが判明し、適切な時期に撤去すると報告している。
2024年3月29日、日本システム企画は「神町駐屯地、秋田駐屯地、佐世保補給基地、防衛医科大学校などで防錆効果が検証され、導入されています」とし、また練馬駐屯地の一般入札については「防衛省は（中略）導入実績や効果検証結果を総合的に判断して「NMRパイプテクター」の使用を希望し、入札公告に商品名とメーカー名を記載しました」と主張した。
2024年4月17日、衆議院議員の山本朋広は衆議院内閣委員会で本件について質疑を行った。外務省、国土交通省、防衛省・自衛隊に対して設置の有無とその経緯、効果検証について質問した（外務省、国交省は後記）。
防衛省大臣官房施設監扇谷治は回答時点で陸上自衛隊秋田駐屯地、神町駐屯地、防衛医科大学校での設置を確認したとした。経緯について「設置から相当の年数が経過し、関連文書も既に保存期間を経過しているということで正確に確認することは困難」、効果について「企業から公表されている内容以外は把握しておりませんで、その内容を改めて検証する立場にない」と回答した。
練馬駐屯地の一般入札の経緯について、「老朽化した配管の赤さびによる詰まりを改善することを目的といたしまして、本年一月十九日に、練馬駐屯地におきまして入札の公告を行ったものでございます。」とし、会社および製品名を記載したことで一般競争入札の規則に反しているのではないかという質問に対しては「同等の製品も可能とするということから、必ずしも当該製品のみに限定していたものではございません。」と回答した。
また、一般入札の取り下げに関して「各種報道等を受けまして、赤さびによる詰まりを改善する目的を達成するためにどのような方法が適切なのか、練馬駐屯地において改めて情報収集を行う必要があると判断した」と回答した。
また希望したかについては防衛省としては本装置の使用を希望していない旨の回答をした。

### 中央省庁および関連機関
2024年4月17日、衆議院議員の山本朋広は衆議院内閣委員会で本件について質疑を行った。外務省、国土交通省、防衛省・自衛隊に対して設置の有無とその経緯、効果検証について質問した（防衛省自衛隊は前記）。
外務省大臣官房長志水史雄は在モンゴル日本国大使館、在英国日本国大使館、在米国日本大使館の計三つの在外公館での設置を認め、その経緯について「各在外公館におきまして、配管の中の赤さび対策を検討していた関係から、試験的にせっちされたものでございます。」、効果について「外務省としての検証は困難ということでございまして、効果があるともないとも確定的にお答え申しあげることができない」と回答した。
国土交通省大臣官房統括審議官平田研は国土交通大学校においての設置を認め、その経緯について「文書の保存期間を経過しており、文書がなく、その経緯を確認することができていない」、効果について「検証したことは確認しておりません」と回答した。
日本システム企画のホームページに「防衛省、国交省、外務省で防さび効果が検証されている」と記載されていることについての質問に対し、各省庁は本装置の効果検証の報告書は出していない旨を回答をした。
これについて山本朋広は「この社はさも三省ともに検証結果を出しているかのように報告をしている」「希望していないものを希望していたように、平気でこういうホームページで書くというのはいかがなものかなと思う」と指摘している。
また、国土交通省のNETISへの登録に関する山本朋広の質問に対し、国交省統括審議官は「NETISにおいては、国交省登録装置という呼称は定めていない」「委員御指摘の製品（NMRパイプテクター）はNETISに2010年10月から2016年4月まで登録されていたことは事実」と回答している。
山本朋広は「最終的には警察マターだと思っております」と述べて質問を終えた。

### その他の導入の動き
- 東商信用録によれば、2006年に代理店契約を結んだとされるNTTファシリティーズ[3][110]や松井ビルグループが取引先としてあげられている[111]。
- グランドフロント大阪に取り付ける動きがあったとされる[112]。

### 契約に関する問題
日本システム企画は、効果がでなければ全額返金保証を約束しているが、「効果」の算出方法が設置当初と設置から1年後の「閉塞率」測定であり、また有効かどうか判定する基準が、閉塞率がその下げ幅の大小に関わらず改善したことと定義しているため、「10ポイント減」という広告が疑問視されていると共に、契約前に厳密かつより正確な条件を付加して契約すること、及び評価や検査のときに日本システム企画と関係しない会社に依頼することが勧められている。